# Kingston Nkhatha
Kingston Nkhatha, né le 27 octobre 1985 à Zvimba au Zimbabwe, est un footballeur international zimbabwéen, qui évolue au poste d'attaquant.

## Biographie

### Carrière en club
Kingston Nkhatha commence sa carrière au Zimbabwe avec le Buymore FC et le CAPS United. Il rejoint la première division sud-africaine aux Free State Stars. La saison suivante, il est prêté au Carara Kicks en deuxième division, et dispute 20 matchs pour 11 buts inscrits. 
Il retourne aux Free State Stars à la fin de la saison et quitte le club durant l'été 2011 pour rejoindre les Black Leopards. Il inscrit 8 buts en 22 matchs avec les Léopards lors de la saison 2011-12.
En juillet 2012, il rejoint les Kaizer Chiefs. Il fait ses débuts le 11 août 2012 lors d'une victoire 6-0 contre AmaZulu FC, durant cette rencontre il marque son but avec les Kaizer Chiefs. Il marque 7 buts en 28 matchs lors de la saison 2012-13. Il gagne pour la première fois le championnat et la coupe. 
Le 8 février 2014, il participe pour la première fois à la Ligue des champions de la CAF, et inscrit un doublé lors d'une victoire 3-0 contre Black Africa. Le 12 janvier 2015, il choisit de signer un pré-contrat avec le Supersport United plutôt que d'accepter l'offre des Kaizer Chiefs, d'augmenter son contrat d'un an.
Le 16 janvier 2015, il rejoint le Supersport United, et signe un contrat de trois ans et demi. Le 11 février, il fait ses débuts contre son ancien club les Free State Stars et marque son premier but durant cette rencontre. Lors de la 2015-16, il remporte son premier trophée avec Supersport lorsque le club a remporté la coupe contre Orlando Pirates.
Avec le club des Kaizer Chiefs, Kingston Nkhatha dispute 6 matchs en Ligue des champions, pour 3 buts inscrits.

### Carrière internationale
Kingston Nkhatha compte 13 sélections et 3 buts avec l'équipe du Zimbabwe depuis 2007.
Il est convoqué pour la première fois en équipe du Zimbabwe par le sélectionneur national Charles Mhlauri, pour un match de la Coupe COSAFA 2007 contre la Madagascar le 28 avril 2007, où il inscrit son premier but en sélection durant cette rencontre. Le match se solde par une victoire 1-0 des Zimbabwéens.

## Palmarès
- Avec les Kaizer Chiefs
  - Champion d'Afrique du Sud en 2013
  - Vainqueur de la Coupe d'Afrique du Sud en 2013

- Avec le Supersport United
  - Vainqueur de la Coupe d'Afrique du Sud en 2016 et 2017

## Statistiques

### Buts en sélection
Le tableau suivant liste tous les buts inscrits par Kingston Nkhatha avec l'équipe du Zimbabwe.